# Моратти, Франческо
Франческо Моратти, Маратти, или Маратта (итал. Francesco Moratti, Maratti, Maratta; 1669, Падуя — 26 января 1719, Рим) — итальянский скульптор и стуккатор (лепщик-декоратор) эпохи барокко.

## Биография
Скульптор родился и получил начальное художественное образование в городе Падуя, что подтверждает его прозвание: Падуанец (Padovano).
Ученичество скульптора проходило в мастерской генуэзца Ф. Пароди, который с 1691 года работал в Падуе и отвечал за оформление «Капеллы Реликвий» (Cappella del Tesoro) Базилики Святого Антония Падуанского. В Падуе Филиппо Пароди создал памятник графу Орацио Секко, одна из сидящих фигур этой монументальной композиции приписывается работе молодого Моратти.
С 1692 года Франческо Моратти находился в Риме, участвовал в конкурсе, объявленном Академией Святого Луки, в котором сумел получить третье место. Его первой значительной работой в Риме был ангел для капеллы Святого Игнатия в церкви ордена иезуитов, Иль-Джезу. Работа проходила под руководством архитектора А. Поццо. В этой работе французские скульпторы и молодые художники сумели предложить некоторую альтернативу более знаменитым творениям Джанлоренцо Бернини. В 1699 году Моратти выполнил произведение, которое считается его шедевром, — скульптуру «Святой Франциск Сальский и ангел» для монастырской церкви Санта-Мария-делла-Визитационе-э-Сан-Франческо-ди-Салес-ин-Трастевере. В небольшой базилике Сан-Марко в Риме Моратти выполнил надгробный монумент Франческо Эриццо.

## Галерея

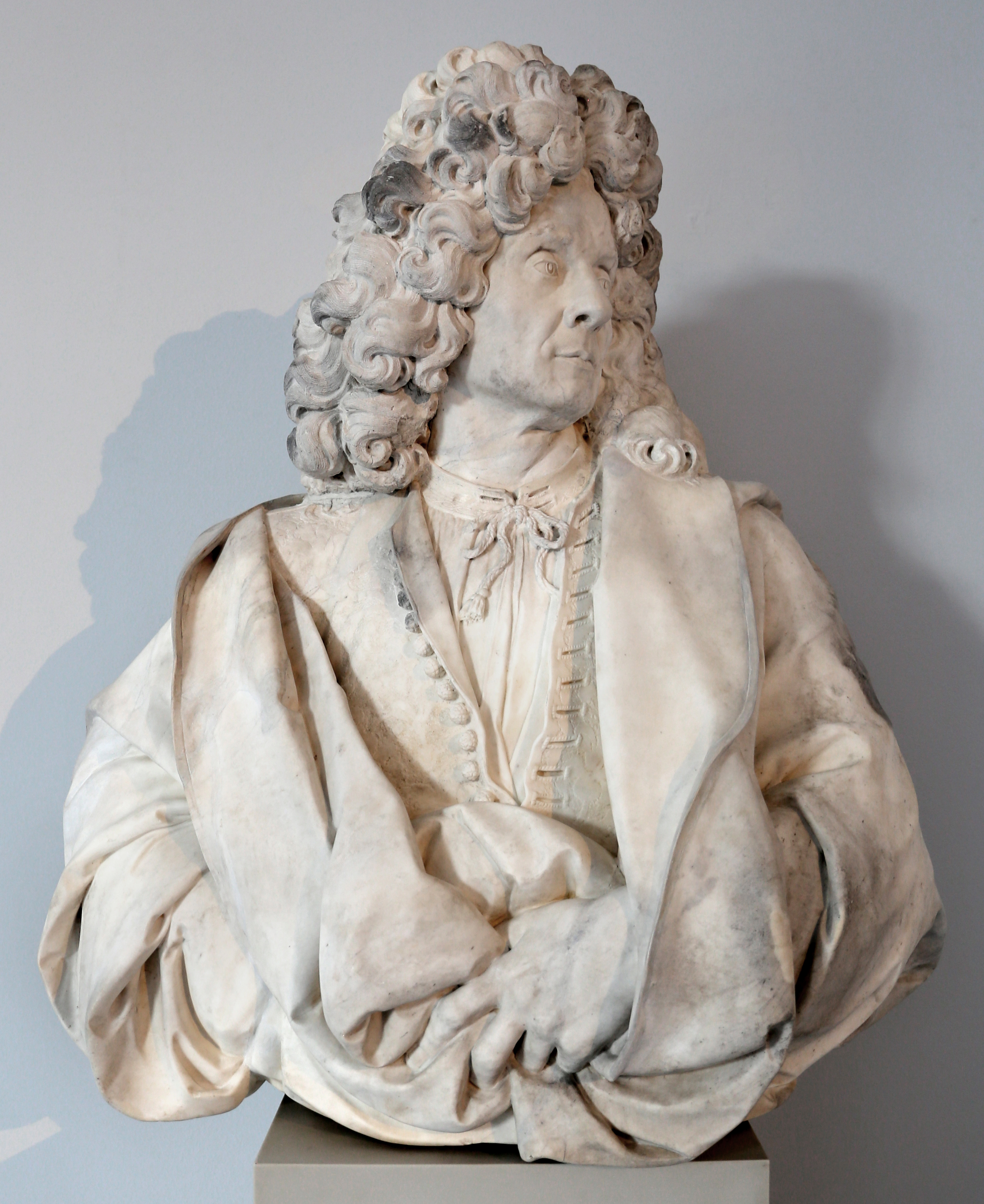
Портрет живописца Карло Маратти. Ок. 1704. Мрамор. Музей Боде, Берлин
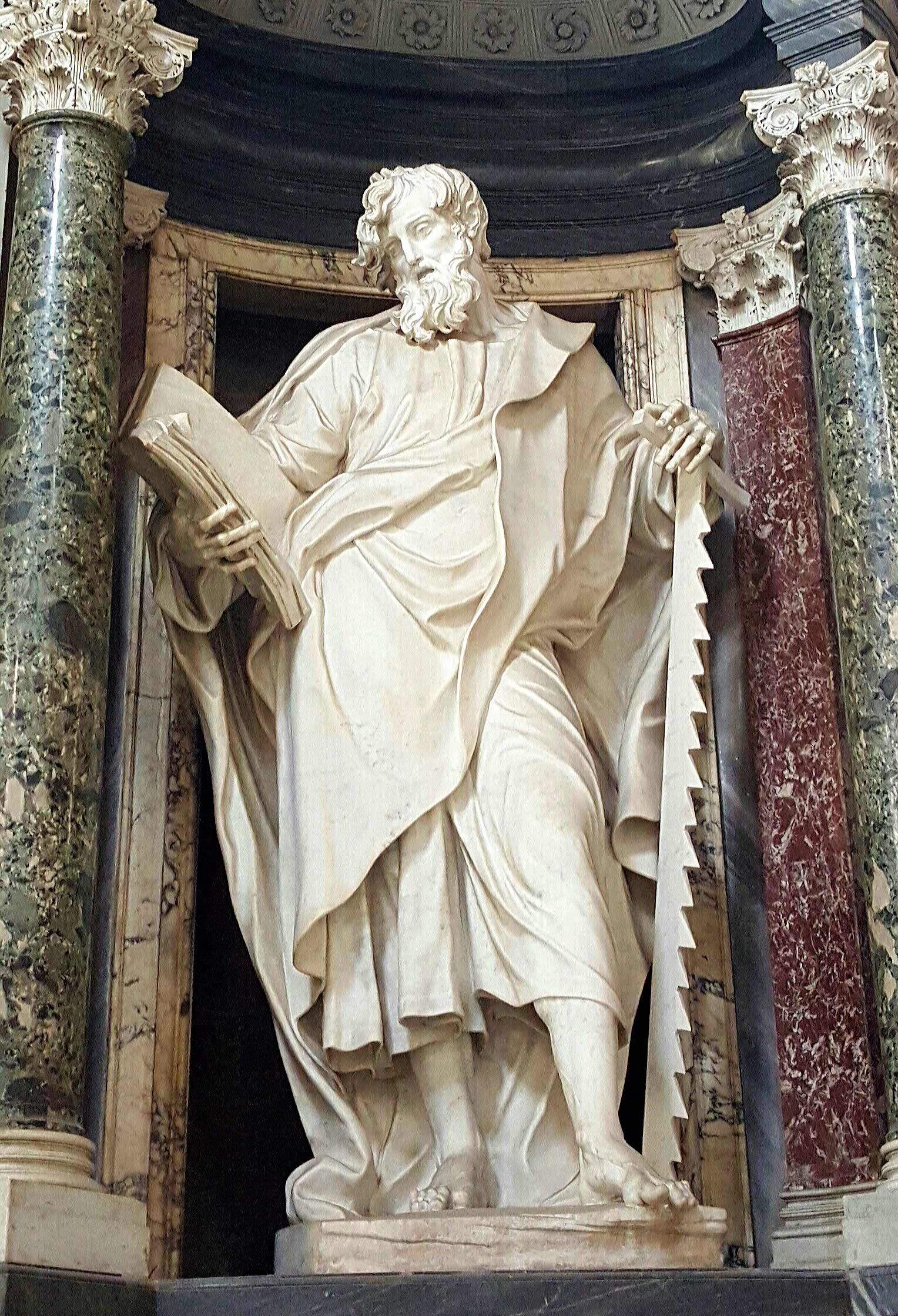
Святой апостол Симон. 1709. Мрамор. Статуя в базилике Сан-Джованни-ин-Латерано
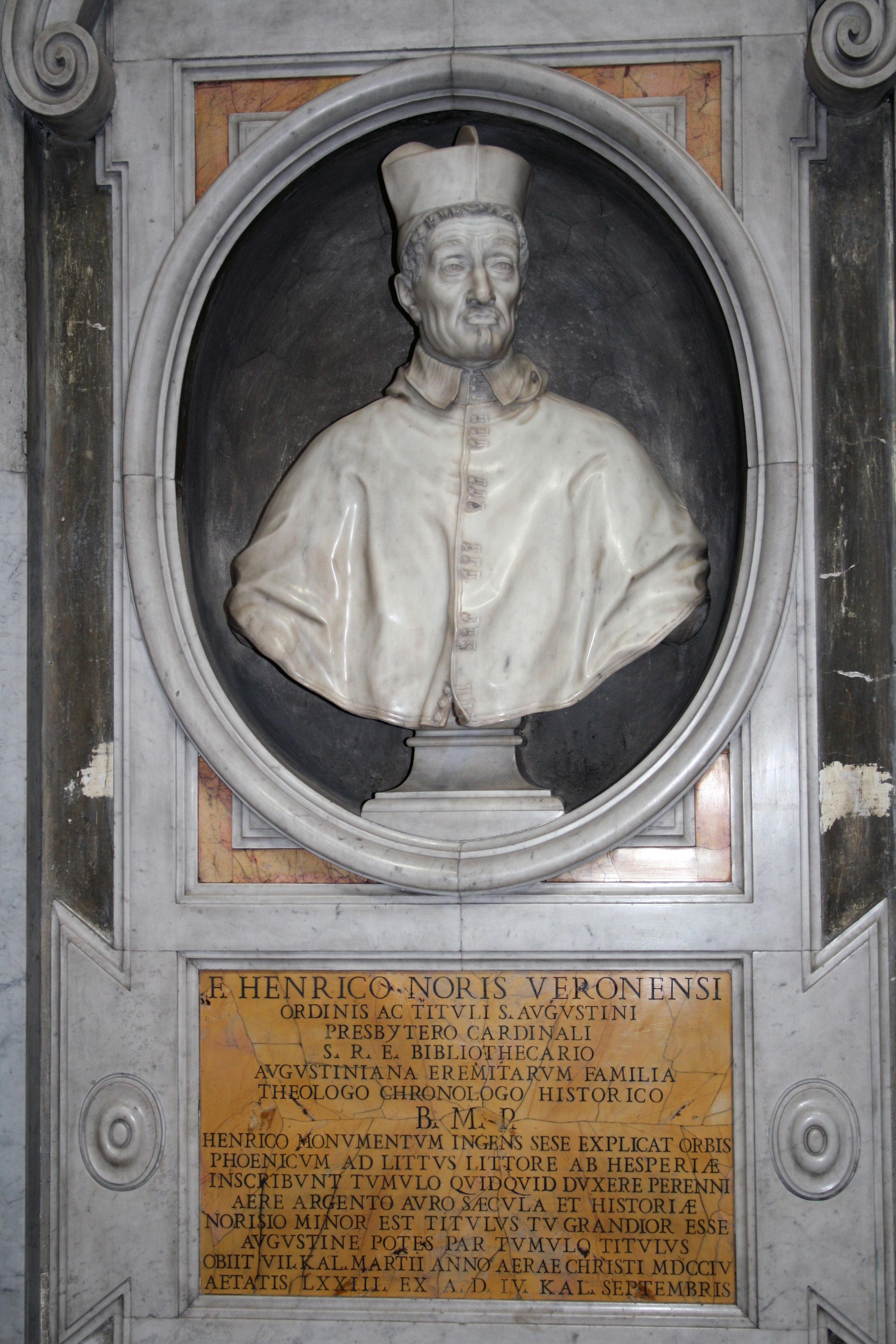
Надгробие кардинала Энрико Нориса. Церковь Сант-Агостино, Рим
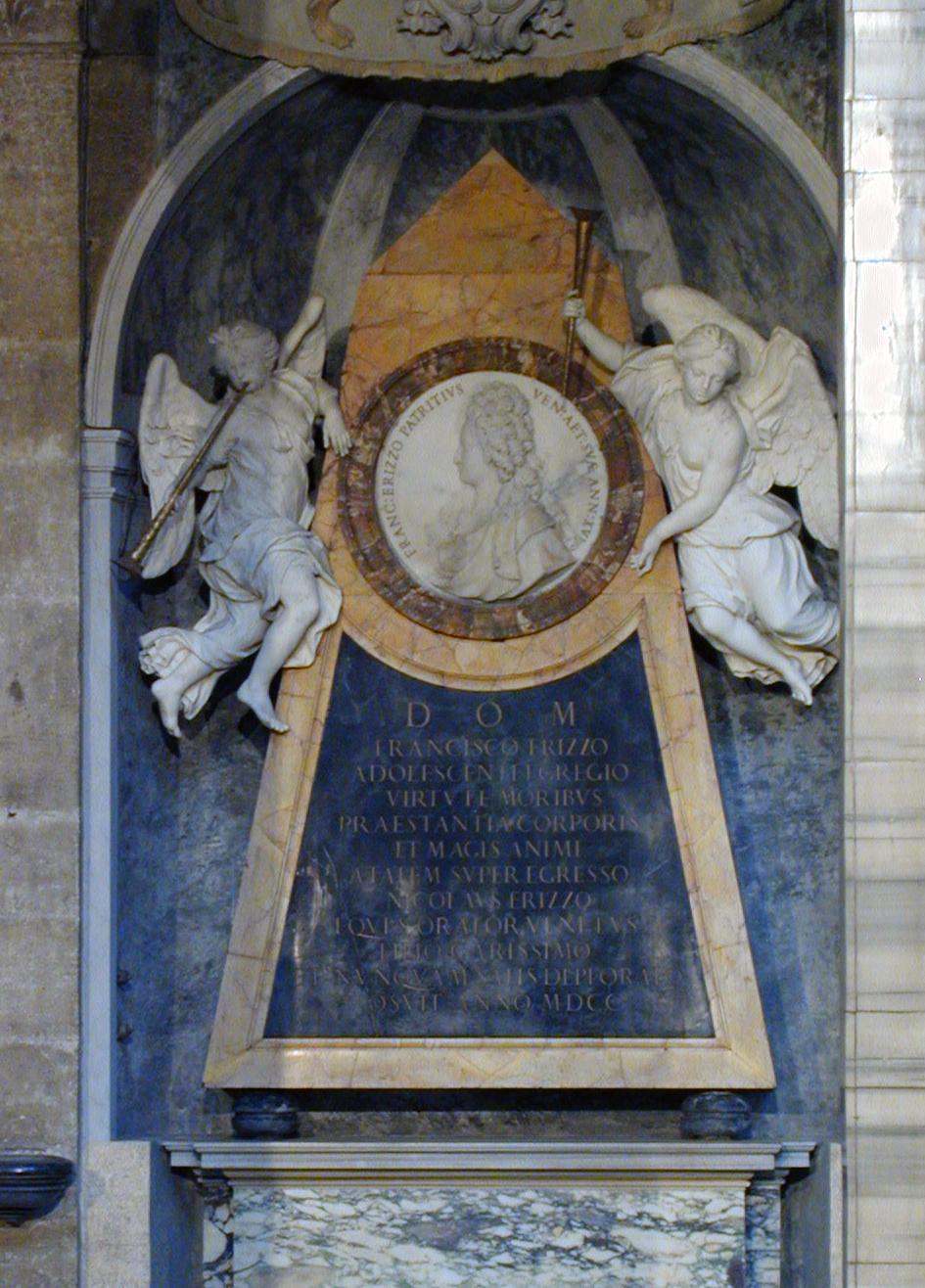
Надгробный памятник Франческо Эрицио. Церковь Сан-Марко, Рим